# Afryka Kazika
Afryka Kazika – zbiór opowiadań dla dzieci autorstwa Łukasza Wierzbickiego opublikowany w 2008 roku.
W 2022 książkę przetłumaczono na j. ukraiński (Африка Казіка).

## Fabuła
Utwór jest adaptacją reportaży polskiego podróżnika i dziennikarza Kazimierza Nowaka, który w latach 1931–1936 przebył samotnie Afrykę z północy na południe, a następnie z powrotem.  Autor opisał przygody Kazimierza Nowaka w formie opowiadań przeznaczonych dla dzieci.

## Odbiór
Książka jest od 2017 lekturą szkolną dla uczniów klas I-III szkoły podstawowej (stan na 2024/2025).
Iwona Gralewicz-Wolny pozytywnie oceniła książkę, jako ukazującą "bogactwo i atrakcyjność afrykańskiej kultury" przy równoczesnym "poszanowaniu godności jej reprezentantów", oceniając ją jako bardziej współczesną od klasycznego W pustyni i w puszczy ("przybysz jest gościem, a nie kolonizatorem, nie ingeruje w obcą kulturę, lecz poznaje ją i opisuje").
Recenzenci pozytywnie odebrali stronę graficzną książki (ilustrację, zdjęcia i mapy).
W 2020 r. Alicja Ungeheuer-Gołąb omawiając w skrócie pozycje dla dzieci w lekturach szkolnych uznała ten utwór za jeden z najsłabszych tekstów z listy lektur z 2017 r., pisząc, że porusza on wartościową tematykę, ale brakuje mu ponadprzeciętnej formy
Według Anny Józefowicz, książka zawiera pewne motywy związane z koncepcjami slow life. 

## Nagrody i wyróżnienia
- Nominacja do Nagrody Literackiej im. Kornela Makuszyńskiego[8]